# Austromaquartia claripennis
Austromaquartia claripennis là một loài ruồi trong họ Tachinidae.